# Gymnastique aérobic aux Jeux mondiaux de 2013
Navigation
Kaohsiung 2009 Wrocław 2017
Les épreuves de gymnastique aérobic des Jeux mondiaux de 2013 ont lieu du 29 juillet au 1er août 2013 à Cali (Colombie).

## Podiums
| Épreuves          | Or | Argent | Bronze |
| ----------------- | --- | --- | --- |
| Individuel Hommes | France Benjamin Garavel | Espagne Vicente Lli Lloris | Corée du Sud Ju Sun Ryu |
| Individuel Femmes | Roumanie Oana Corina Constantin | Espagne Sara Moreno | Autriche Lubov Gazov |
| Duo mixte         | France- Benjamin Garavel - Aurélie Joly Viêt Nam- Thi Thu Ha Tran - Ba Dong Vu Espagne- Vicente Lli Lloris - Sara Moreno Roumanie- Marius Petrușe - Maria Bianca Becze | Égalité à la première place | Égalité à la première place |
| Trio mixte        | Chine- Lei Che - Mingzhe Han - Zizhuo Wang | Roumanie- Andreea Bogati - Oana Corina Constantin - Anca Claudia Surdu | Russie- Dukhik Dzhanazian - Alexander Kondratichev - Denis Solovev                                                                                    |
| Groupe mixte      | Chine- Lei Che - Mingzhe Han - Bangda Hu - Zizhuo Wang - Guang Yang | Roumanie- Maria Bianca Becze - Andreea Bogati - Oana Corina Constantin - Diana Deac - Anca Claudia Surdu | France- Maxime Decker-Breitel - Mathieu Deliers - Jonathan Gajdane - Benjamin Garavel - David Orta                                                    |
| Danse mixte       | Chine- Zhi Li - Chao Ma - Minchao Shou - Le Tao - Zitong Tu - Guang Yang - Yangyang Yu - Qin Zou                                                                       | Roumanie- Dacian Barna - Maria Bianca Becze - Andreea Bogati - Diana Deac - Marius Gavriloaie - Cristian Iordan - Marius Petrușe - Anca Claudia Surdu Russie- Danil Chaiun (pl) - Irina Dobriagina (pl) - Aleksei Germanov (pl) - Veronika Korneva (pl) - Evgeniia Kudymova - Polina Polyanskikh - Oxana Trukhacheva - Igor Trushkov | Égalité à la seconde place |
| Step mixte        | Chine- Shilin Dong - Zhi Li - Ye Ma - Minchao Shou - Zitong Tu - Lu Yin - Yangyang Yu - Qin Zou                                                                        | Russie- Danil Chaiun (pl) - Irina Dobriagina (pl) - Aleksei Germanov (pl) - Veronika Korneva (pl) - Evgeniia Kudymova - Polina Polyanskikh - Denis Shurupov - Oxana Trukhacheva | France- Clara Baraquet - Maxime Decker-Breitel - Mathieu Deliers - Jonathan Gajdane - Nicolas Garavel - Gavin Jourdan - Chrystel Lejeune - David Orta |

## Tableau des médailles
| Rang  | Nation       | Or | Argent | Bronze | Total |
| ----- | ------------ | -- | ------ | ------ | ----- |
| 1     | Chine        | 4  | 0      | 0      | 4     |
| 2     | Roumanie     | 2  | 3      | 0      | 5     |
| 3     | France       | 2  | 0      | 2      | 4     |
| 3     | Espagne      | 1  | 2      | 0      | 3     |
| 5     | Viêt Nam     | 1  | 0      | 0      | 1     |
| 6     | Russie       | 0  | 2      | 1      | 3     |
| 7     | Corée du Sud | 0  | 0      | 1      | 1     |
| 7     | Autriche     | 0  | 0      | 1      | 1     |
| TOTAL | TOTAL        | 10 | 7      | 5      | 22    |